# La Arteza (Piura)
La Arteza es una localidad peruana ubicada en el distrito de Las Lomas, perteneciente a la provincia y departamento de Piura, al norte del Perú. 

## Ubicación
La Arteza se ubica al norte de la provincia de Piura, en el distrito de Las Lomas, en el departamento de Piura.

## Demografía
En 2017 La Arteza tenía una población de 24 habitantes.
| Gráfica de evolución demográfica de La Arteza entre 1993 y 2017 |
|                                                                 |
| Fuentes: Población 1993 y 2017                                  |